# Touch (Unix)
touch è un comando dei sistemi operativi Unix e Unix-like, e più in generale dei sistemi POSIX, che permette di impostare la data e ora di ultima modifica e/o di ultimo accesso di uno o più file e directory.
touch è anche lo strumento tradizionalmente usato per creare dei file vuoti.

## Sintassi
La sintassi generale di touch è la seguente:
```
touch [
opzioni
] [--] 
file1
 [
file2
 …]
```

I parametri file indicano i nomi dei file o directory da aggiornare. Se un file non esiste, il comportamento predefinito è quello di creare un nuovo file vuoto.
Il doppio trattino -- (facoltativo) indica che i parametri successivi non sono da considerarsi opzioni.
Il comportamento predefinito prevede di impostare sia la data e ora di ultima modifica che quella di ultimo accesso dei file alla data e ora correnti.

## Opzioni
Tra le opzioni principali vi sono:
-aImposta solo la data e ora di ultimo accesso dei file.
-cEvita di creare nuovi file.
-mImposta solo la data e ora di ultima modifica dei file.
-r fileAnziché usare la data e ora correnti, usa come riferimento la data e ora di ultima modifica e/o di ultimo accesso del file specificato.
-t data_e_oraAnziché usare la data e ora correnti, usa come riferimento la data e ora specificata. Il formato richiesto è
- anno a quattro oppure due cifre (facoltativo);
- mese a due cifre;
- ore a due cifre;
- minuti a due cifre;
- un punto seguito dai secondi a due cifre (facoltativo)

Ad esempio, per esprimere le 15:30:23 del 22 gennaio 2009, si può usare il valore 200901221530.23.

## Esempi
Imposta la data e ora di ultima modifica e di ultimo accesso del file prova.txt alla data e ora correnti, creando il file se esso non esiste:
```
touch prova.txt
```

Imposta la data e ora di ultima modifica dei file prova1.txt e prova2.txt alla data di ultima modifica del file altro.txt, creando i file se non esistono:
```
touch -m -r altro.txt prova1.txt prova2.txt
```

È possibile usare anche il wildcard * per modificare più file dello stesso tipo in una volta sola:
```
touch -c -a -t 200608052230.03 *.txt
```

Imposta la data e ora di ultimo accesso del file prova3.txt alle 22:30:03 del 5 agosto 2006, evitando di creare il file se non esiste:
```
touch -c -a -t 200608052230.03 prova3.txt
```